# Ana de Hesse-Darmstadt
Ana de Hesse-Damstadt (en alemán: Anne von Hessen-Darmstadt; Bessungen, 25 de mayo de 1843 - Schwerin, 16 de abril de 1865) fue la segunda esposa de Federico Francisco II, gran duque de Mecklemburgo-Schwerin.

## Familia
Fue la tercera hija y única mujer del príncipe Carlos de Hesse-Darmstadt y de su esposa, la princesa Isabel de Prusia; nació en Bessungen, en el Gran Ducado de Hesse-Darmstadt. Su abuelo paterno fue Luis II, gran duque de Hesse-Darmstadt. Su madre era nieta del rey Federico Guillermo II de Prusia.
Su hermano mayor, Luis, se casó en 1862 con la princesa Alicia del Reino Unido, tercera hija de la reina Victoria y del príncipe Alberto.

## Matrimonio fallido
Cuando era niña, Ana fue considerada como una posible esposa para el futuro Eduardo VII del Reino Unido (conocido como 'Bertie' para su familia). Mientras que su madre, la reina Victoria, estaba a favor de Ana, la hermana mayor de Bertie, la princesa Victoria, se opuso al partido, ya que creía que tenía un "tic inquietante". Sin embargo, a medida que pasaba el tiempo, Victoria se volvió cada vez más impaciente y trató de ignorar las insinuaciones de su hija de que Ana no era adecuada, declarando: "Estoy muy complacido con el relato de la princesa Ana, (menos los espasmos)". Al final, se eligió a Alejandra de Dinamarca.

## Matrimonio y descendencia
Se casó el 4 de julio de 1864 en Darmstadt, con Federico Francisco II, gran duque de Mecklemburgo-Schwerin; hijo de Pablo Federico de Mecklemburgo-Schwerin y de la princesa Alejandrina de Prusia. Fue el segundo matrimonio del gran duque, después de que su primera esposa, Augusta de Reuss-Köstritz, muriera de tuberculosis en 1862. El gran duque había conocido a la princesa mientras asistía al Día del Príncipe de Fráncfort y le recordaba a su primera esposa por su comportamiento piadoso y tímido. A través de este matrimonio, Ana se convirtió en la madrastra de los cuatro hijos supervivientes del primer matrimonio de Federico Francisco II.
La pareja tuvo una hija:
- Ana (7 de abril de 1865-8 de febrero de 1882).[1][2][3]

## Fallecimiento
Murió de fiebre puerperal, nueve días después del parto de su única hija. Apenas había estado casada nueve meses.

## Tratamientos y estilos
| ● 25 de mayo de 1843-4 de julio de 1864:  | Su alteza gran ducal la princesa Ana de Hesse Darmstadt |
| ● 4 de julio de 1864-16 de abril de 1865: | Su alteza real la gran duquesa de Mecklemburgo-Schwerin |